# Conclave del settembre 1590
Il conclave del settembre 1590 venne convocato il 7 settembre a seguito della morte di papa Sisto V e si concluse il 15 settembre con l'elezione di Urbano VII.

## Sede Vacante
Dopo aver contratto la malaria qualche giorno prima, Sisto V morì in conseguenza di febbre altissima poco dopo il tramonto del 27 agosto 1590. Al suo capezzale erano presenti ventisette cardinali, tutte sue creazioni.
Come di consueto alla morte di ogni papa, appena appresa la notizia il popolo romano insorse e tentò di abbattere la statua del defunto pontefice che si trovava in Campidoglio. Il conestabile Colonna fu tuttavia in grado, con i suoi uomini, di arrestare i tumulti e prevenire la distruzione.
Il giorno successivo i cardinali iniziarono a riunirsi per la prima delle Congregazioni generali in preparazione del conclave, mentre il 29 si tennero i funerali di Sisto V, che venne sepolto nella Basilica Vaticana.

## Collegio cardinalizio
Alla morte del papa il Sacro Collegio dei Cardinali era formato da 67 membri, ma 13 cardinali non parteciparono al conclave, pertanto il nuovo papa fu eletto da 54 cardinali.

### Cardinali presenti
| Nome                                           | Paese                                | Titolo | Ruolo | Nascita    | Concistoro |
| ---------------------------------------------- | ------------------------------------ | --- | --- | ---------- | ---------- |
| Giovanni Antonio Serbelloni                    | Ducato di Milano                     | Cardinale vescovo di Ostia e Velletri                                                                               | Decano del Collegio Cardinalizio; Governatore di Velletri                                                                           | 1519       | 31/01/1560 |
| Alfonso Gesualdo                               | Regno di Napoli                      | Cardinale vescovo di Porto e Santa Rufina                                                                           | Sottodecano del Collegio Cardinalizio; Prefetto della Congregazione dei Riti; Legato apostolico della Marca Anconitana              | 20/10/1540 | 26/02/1561 |
| Alessandro Damasceni Peretti                   | Stato Pontificio                     | Cardinale presbitero di San Lorenzo in Damaso                                                                       | Vice-Cancelliere di Santa Romana Chiesa; Legato apostolico di Bologna                                                               | 1571       | 13/05/1585 |
| Girolamo Bernerio, O.P.                        | Ducato di Ferrara                    | Cardinale presbitero di Santa Maria sopra Minerva                                                                   | Vescovo di Ascoli Piceno | 14/11/1540 | 16/11/1586 |
| Markus Sittich von Hohenems                    | Sacro Romano Impero                  | Cardinale presbitero di Santa Maria in Trastevere                                                                   | Principe-Vescovo di Costanza; Arciprete della Basilica di San Giovanni in Laterano                                                  | 19/08/1533 | 26/02/1561 |
| Domenico Pinelli                               | Repubblica di Genova                 | Cardinale presbitero di San Lorenzo in Panisperna                                                                   | Arciprete della Basilica Liberiana di Santa Maria Maggiore; Prefetto della Congregazione della Sacra Consulta                       | 21/10/1541 | 18/12/1585 |
| Antonio Maria Gallo                            | Stato Pontificio                     | Cardinale presbitero di Sant'Agnese in Agone                                                                        | Vescovo di PerugiaLegato apostolico di Romagna; Protettore del Santuario della Santa Casa di Loreto                                 | 18/10/1553 | 16/11/1586 |
| Ludovico Madruzzo                              | Principato vescovile di Trento       | Cardinale presbitero di Sant'Anastasia                                                                              | Principe-Vescovo di Trento; Abate commendatario di Saint-Pierre-et-Saint-Paul de Luxeuil                                            | 1532       | 26/02/1561 |
| Innico d'Avalos d'Aragona                      | Regno di Napoli                      | Cardinale vescovo di Frascati                                                                                       | Governatore di Benevento | 1536       | 26/02/1561 |
| Girolamo della Rovere                          | Ducato di Savoia                     | Cardinale presbitero di San Pietro in Vincoli                                                                       | Arcivescovo metropolita di Torino                                                                                                   | 28/10/1530 | 16/11/1586 |
| Marcantonio Colonna                            | Stato Pontificio                     | Cardinale vescovo di Palestrina                                                                                     | Governatore di Campagna e Marittima; Prefetto della Congregazione dell'Indice dei Libri Proibiti                                    | 1523       | 12/03/1565 |
| Tolomeo Gallio                                 | Ducato di Milano                     | Cardinale vescovo di Sabina                                                                                         | Arcivescovo emerito di Manfredonia                                                                                                  | 25/09/1527 | 12/03/1565 |
| Costanzo Torri                                 | Stato Pontificio                     | Cardinale presbitero dei San Pietro in Montorio                                                                     | Vescovo emerito di Vercelli | 04/10/1531 | 16/11/1586 |
| Niccolò Sfondrati                              | Ducato di Milano                     | Cardinale presbitero di Santa Cecilia                                                                               | Vescovo di Cremona; eletto papa con il nome di Gregorio XIV nel conclave del 1591                                                   | 11/02/1535 | 12/12/1583 |
| Gabriele Paleotti                              | Stato Pontificio                     | Cardinale vescovo di Albano                                                                                         | Arcivescovo metropolita di Bologna                                                                                                  | 04/10/1522 | 12/03/1565 |
| Girolamo Simoncelli                            | Stato Pontificio                     | Cardinale presbitero di Santa Prisca                                                                                | Amministratore apostolico di Orvieto                                                                                                | 1522       | 22/12/1553 |
| Michele Bonelli, O.P.                          | Ducato di Savoia                     | Cardinale presbitero di San Lorenzo in Lucina                                                                       | Duca di Salci; Cardinale protopresbitero                                                                                            | 25/11/1541 | 06/03/1566 |
| Girolamo Mattei                                | Stato Pontificio                     | Cardinale diacono e presbitero di Sant'Eustachio                                                                    | Abate commendatario di Nonantola | 08/02/1547 | 16/11/1586 |
| Giulio Antonio Santori                         | Regno di Napoli                      | Cardinale presbitero di San Bartolomeo all'isola                                                                    | Grande inquisitore della Congregazione della romana e universale inquisizione                                                       | 06/06/1532 | 17/05/1570 |
| Giovanni Battista Castrucci                    | Repubblica di Lucca                  | Cardinale presbitero di Santa Maria in Ara Coeli                                                                    | Arcivescovo metropolita di Chieti                                                                                                   | 1541       | 18/12/1585 |
| Ippolito Aldobrandini                          | Stato Pontificio                     | Cardinale presbitero di San Pancrazio fuori le mura, eletto papa con il nome di Clemente VIII nel conclave del 1592 | Datario di Sua Santità; Penitenziere Maggiore                                                                                       | 24/02/1536 | 18/12/1585 |
| Juan Hurtado de Mendoza                        | Regno di Spagna                      | Cardinale presbitero di Santa Maria in Traspontina                                                                  | Diacono di Talavera de la Reina | 1548       | 18/12/1587 |
| Girolamo Rusticucci                            | Stato Pontificio                     | Cardinale presbitero di Santa Susanna                                                                               | Vicario generale di Sua Santità; Camerlengo del Collegio Cardinalizio                                                               | 15/01/1537 | 17/05/1570 |
| Nicolas de Pellevé                             | Regno di Francia                     | Cardinale presbitero di Santa Prassede                                                                              | Arcivescovo metropolita di Sens; Prefetto della Congregazione dei Vescovi e Regolari; Abate commendatario di Notre-Dame de Breteuil | 18/10/1515 | 17/05/1570 |
| Benedetto Giustiniani                          | Repubblica di Genova (Isola di Chio) | Cardinale diacono di Santa Maria in Cosmedin                                                                        | Tesoriere generale emerito della Camera Apostolica                                                                                  | 05/06/1554 | 16/11/1586 |
| Ascanio Colonna                                | Stato Pontificio                     | Cardinale diacono di San Nicola in Carcere                                                                          | | 27/04/1560 | 16/11/1586 |
| William Allen                                  | Regno d'Inghilterra                  | Cardinale presbitero dei Santi Silvestro e Martino ai Monti                                                         | Arcivescovo eletto di Malines | 1532       | 07/08/1587 |
| Scipione Gonzaga                               | Ducato di Mantova                    | Cardinale presbitero di Santa Maria del Popolo                                                                      | Patriarca titolare emerito di Gerusalemme                                                                                           | 11/11/1542 | 18/12/1587 |
| Pedro de Deza Manuel                           | Regno di Spagna                      | Cardinale presbitero di San Girolamo dei Croati                                                                     | Vicario generale emerito di Santiago di Compostela                                                                                  | 26/03/1520 | 21/02/1578 |
| Antonio Carafa                                 | Regno di Napoli                      | Cardinale presbitero dei Santi Giovanni e Paolo                                                                     | Bibliotecario di Santa Romana Chiesa; Prefetto della Congregazione del Concilio                                                     | 25/03/1538 | 24/03/1568 |
| Giovanni Gerolamo Albani                       | Repubblica di Venezia                | Cardinale presbitero di San Giovanni a Porta Latina                                                                 | membro della congregazione per la repressione del banditismo                                                                        | 03/01/1509 | 17/05/1570 |
| Simeone Tagliavia d'Aragona                    | Regno di Sicilia                     | Cardinale diacono di Santa Maria degli Angeli, titolo pro hac vice                                                  | Vice-protettore di Spagna | 20/05/1550 | 12/12/1583 |
| Gianfrancesco Morosini                         | Repubblica di Venezia                | Cardinale presbitero di Santa Maria in Via                                                                          | Vescovo di Brescia | 30/09/1537 | 15/07/1587 |
| Federico Borromeo                              | Ducato di Milano                     | Cardinale diacono di Sant'Agata alla Suburra                                                                        | futuro Arcivescovo metropolita di Milano                                                                                            | 18/08/1564 | 18/12/1587 |
| Agostino Cusani                                | Ducato di Milano                     | Cardinale diacono di Sant'Adriano al Foro                                                                           | | 1542       | 14/12/1588 |
| Alessandro di Ottaviano de' Medici di Ottajano | Granducato di Toscana                | Cardinale presbitero dei Santi Quirico e Giulitta, eletto papa con il nome di Leone XI nel conclave di marzo 1605   | Arcivescovo metropolita di Firenze; Prevosto di Santo Stefano di Prato                                                              | 02/06/1535 | 12/12/1583 |
| Giulio Canani                                  | Ducato di Ferrara                    | Cardinale presbitero di Sant'Eusebio                                                                                | Vescovo di Adria | 1524       | 12/12/1583 |
| Agostino Valier                                | Repubblica di Venezia                | Cardinale presbitero di San Marco                                                                                   | Vescovo di Verona | 07/04/1531 | 12/12/1583 |
| Gian Vincenzo Gonzaga                          | Regno di Napoli                      | Cardinale presbitero dei Santi Bonifacio e Alessio                                                                  | cavaliere dell'Ordine di Malta | 08/12/1540 | 21/02/1578 |
| Giovanni Evangelista Pallotta                  | Stato Pontificio                     | Cardinale presbitero di San Crisogono                                                                               | Arcivescovo metropolita di CosenzaArciprete della Basilica di San Pietro in Vaticano, Presidente della Fabbrica di San Pietro       | 06/02/1548 | 18/12/1587 |
| Vincenzo Laureo                                | Regno di Napoli                      | Cardinale presbitero di San Clemente                                                                                | Nunzio apostolico emerito nel Ducato di Savoia                                                                                      | 23/03/1523 | 12/12/1583 |
| Guido Pepoli                                   | Stato Pontificio                     | Cardinale diacono dei Santi Cosma e Damiano                                                                         | Tesoriere generale della Camera Apostolica                                                                                          | 05/05/1560 | 20/12/1589 |
| Gregorio Petrocchini                           | Stato Pontificio                     | Cardinale presbitero di Sant'Agostino                                                                               | Priore generale dell'Ordine di Sant'Agostino                                                                                        | 20/02/1536 | 20/12/1589 |
| Federico Corner                                | Repubblica di Venezia                | Cardinale presbitero di Santo Stefano al Monte Celio                                                                | Vescovo di Padova | 09/06/1531 | 18/12/1585 |
| Anton Maria Salviati                           | Stato Pontificio                     | Cardinale presbitero di Santa Maria della Pace                                                                      | Nunzio apostolico emerito in Francia                                                                                                | 21/01/1537 | 12/12/1583 |
| Filippo Spinola                                | Repubblica di Genova                 | Cardinale presbitero di Santa Sabina                                                                                | Legato apostolico di Perugia e dell'Umbria                                                                                          | 01/12/1535 | 12/12/1583 |
| Mariano Pierbenedetti                          | Stato Pontificio                     | Cardinale presbitero dei Santi Marcellino e Pietro                                                                  | Vescovo di Martirano | 1538       | 20/12/1589 |
| Ippolito de' Rossi                             | Ducato di Parma e Piacenza           | Cardinale presbitero di San Biagio dell'Anello                                                                      | Vescovo di Pavia | 31/10/1531 | 18/12/1585 |
| Giovanni Antonio Facchinetti de Nuce           | Stato Pontificio                     | Cardinale presbitero dei Santi Quattro Coronati                                                                     | Patriarca titolare emerito di Gerusalemme; eletto papa con il nome di Innocenzo IX nel conclave del 1591                            | 20/07/1519 | 12/12/1583 |
| Antonio Maria Sauli                            | Repubblica di Genova                 | Cardinale presbitero dei Santi Vitale, Valeria, Gervasio e Protasio                                                 | Arcivescovo metropolita di Genova                                                                                                   | 1541       | 18/12/1587 |
| Scipione Lancellotti                           | Stato Pontificio                     | Cardinale presbitero di San Salvatore in Lauro                                                                      | Segretario dei Brevi Apostolici | 01/12/1527 | 12/12/1583 |
| Francesco Sforza                               | Ducato di Parma e Piacenza           | Cardinale diacono di Santa Maria in Via Lata                                                                        | | 06/11/1562 | 12/12/1583 |
| Francesco Maria Bourbon del Monte Santa Maria  | Repubblica di Venezia                | Cardinale diacono di Santa Maria in Domnica                                                                         | | 05/07/1549 | 14/12/1588 |
| Giovanni Battista Castagna                     | Stato Pontificio                     | Cardinale presbitero di San Marcello; eletto papa                                                                   | Nunzio apostolico emerito a Venezia                                                                                                 | 04/08/1521 | 12/12/1583 |

### Cardinali assenti
- Carlo II di Borbone-Vendôme, arcivescovo di Rouen
- Andrea d'Austria, vescovo di Costanza
- Alberto d'Austria
- Gaspar de Quiroga y Vela, arcivescovo di Toledo
- Rodrigo de Castro Osorio, arcivescovo di Siviglia
- François de Joyeuse, arcivescovo di Tolosa
- Jerzy Radziwiłł, vescovo di Vilnius
- Andrea Báthory, arcivescovo di Varmia
- Enrico Caetani, cardinal camerlengo
- Pierre de Gondi, arcivescovo di Parigi e primate di Francia
- Hugues Loubenx de Verdalle, O.S.Io.Hieros
- Carlo III di Lorena-Vaudemont, vescovo di Metz

### Presenza incerta
- Philippe de Lénoncourt [3]

## Svolgimento
Il conclave durò una settimana e fu fortemente influenzato dall'influenza dei ventidue cardinali spagnoli. Castagna, che era stato designato da Sisto V come proprio successore e figurava nella lista dei candidati approvati dal sovrano iberico Filippo II, fu considerato il favorito fin dall'inizio, anche se una significativa fazione contraria sosteneva Marco Antonio Colonna.
La salute cagionevole di Castagna, che alla fine lo avrebbe condotto alla morte dopo soli tredici giorni di pontificato, lo rese un candidato più accettabile da parte dei cardinali indignati per i tentativi di Filippo II di influenzarne l'elezione.